# Чикагская и Средне-Американская епархия
Чика́гская и Среднеамерика́нская епа́рхия (англ. Diocese of Chicago and Mid-America) — епархия Русской православной церкви заграницей на территории штатов Иллинойс, Арканзас, Висконсин, Индиана, Канзас, Миннесота, Миссури, Огайо, Северная Дакота, Техас.
Кафедральный город — Дес-Плейнс. Кафедральный собор — Покровский (Дес Плейнс).

## Названия
- Чикагская и Кливлендская (1954—1957)
- Чикагская и Детройтская (1957—2006)
- Чикагская и Средне-Американская (c 2006)

## История
Образована в 1954 году решением Архиерейского Синода Русской Православной Церкви Заграницей с наименованием Чикагской и Кливлендской.
В 1957 году, когда скончался архиепископ Иероним (Чернов), возглавлявший Детройтскую и Флинтскую епархию, последняя была присоединена к Чикагской епархии, которая после этого получила название Чикагская, Детройтская и Среднезападно-Американская. Под омофором владыки Серафима (Иванова) епархия заметно выросла, пополнившись новыми приходами и епархиальным молодёжным лагерем во Владимирове. При следующем владыке, Алипии (Гамановиче), епархия продолжала расти. Был возобновлен собор Покрова Божией Матери в Дес-Плейнсе, штат Иллинойс, и расположенный рядом с ним епархиальный центр.
В апреле 2002 году архиепископ Алипий получил травму, в результате которой не смог самостоятельно передвигаться. В 2003 году в помощь Владыке во епископа Кливлендского был хиротонисан архимандрит Петр (Лукьянов), бывший начальник Русской Духовной Миссии в Иерусалиме. Ныне он фактически управляет епархией.
По ходатайству епископа Кливлендского Петра в декабре 2006 году Архиерейский Синод Зарубежной Церкви переименовал епархию в Чикагскую и Средне-Американскую ввиду значительного расширения её пределов и причисления к ней центрально-южных штатов Америки.
В 2004 году при епархии действует пастырская школа.
На начало 2010 годов в епархии церковнославянский язык используют всего несколько приходов. Почти везде служат только на английском.

## Благочиннические округа
По состоянию на январь 2023 года:
- 1-й (штаты Айова, Иллинойс, Индиана, Небраска)
- 2-й (штаты Висконсин, Миннесота, Северная Дакота, Южная Дакота)
- 3-й (штат Мичиган)
- 4-й (штат Огайо)
- 5-й (штаты Арканзас, Канзас, Миссури, Оклахома, Иллинойс (юг))
- 6-й (штаты Луизиана, Техас)

## Монастыри
- Монастырь святых Архангелов (Хаус-Спрингс, Миссури)
- Скит Воскресения Христова (мужской; Фрайдли, Миннесота)

## Епископы
- Григорий (Боришкевич) (26 февраля 1954 — 26 октября 1957)
- Серафим (Иванов) (октябрь 1957 — 25 июля 1987)
- Алипий (Гаманович) (1987—1994, май 1994 — 1 июля 2016)
- Петр (Лукьянов) (1 июля 2016 — 8 ноября 2024)
- Николай (Ольховский) (8 ноября 2024 — 18 декабря 2024) митрополит Восточно-Американский и Нью-Йоркский, в/у
- Гавриил (Чемодаков) (c 18 декабря 2024) архиепископ Монреальский и Канадский, в/у

Викарные архиереи
- Алипий (Гаманович), епископ Кливлендский (11 октября 1974 — 25 июля 1987)
- Петр (Лукьянов), епископ Кливлендский (12 июля 2003 — 1 июля 2016)